# Backsjön, Jämtland
Backsjön är en sjö i Bräcke kommun i Jämtland och ingår i Ljungans huvudavrinningsområde. Sjön har en area på 0,403 kvadratkilometer och ligger 343 meter över havet.

## Delavrinningsområde
Backsjön ingår i det delavrinningsområde (697483-152562) som SMHI kallar för Utloppet av Öster-Sösjön. Medelhöjden är 345 meter över havet och ytan är 5 kvadratkilometer. Räknas de 4 avrinningsområdena uppströms in blir den ackumulerade arean 32,19 kvadratkilometer. Söån som avvattnar avrinningsområdet har biflödesordning 4, vilket innebär att vattnet flödar genom totalt 4 vattendrag innan det når havet efter 133 kilometer. Avrinningsområdet består mestadels av skog (81 procent). Avrinningsområdet har 0,88 kvadratkilometer vattenytor vilket ger det en sjöprocent på 17,5 procent.